# Verds d'Andorra
Verds d'Andorra és un partit polític ecologista i d'esquerres d'Andorra.
A les eleccions del 2005 i del 2009 el partit va obtenir el 3,50% i el 3,17% dels vots respectivament i no va obtenir representació al Consell General d'Andorra. Té al voltant de 40 militants.